# Rue des Mimosas (Bruxelles)
Pour les articles homonymes, voir Rue des Mimosas.
La rue des Mimosas (en néerlandais : Mimosasstraat) est une rue bruxelloise de la commune de Schaerbeek qui va de l'avenue des Glycines à la rue des Pensées en passant par l'avenue des Capucines, l'avenue des Héliotropes et l'avenue des Jacinthes. Elle fait partie du quartier des fleurs.

## Histoire et description
La numérotation des habitations va de 1 à 101 pour le côté impair et de 2 à 88 pour le côté pair.
Bruxelles possède également une avenue des Mimosas à Woluwe-Saint-Pierre.

## Adresse notable
- no 97 : Le peintre René Magritte y a habité de 1954 à sa mort en 1967. Il y peignit notamment L'Empire des lumières[1].

## Sources
- Rue des Mimosas – Inventaire du patrimoine architectural de la Région de Bruxelles-Capitale
- La Chanson des rues de Schaerbeek de Jean Francis. Louis Musin Éditeur – Bruxelles 1975 (page 35)
- Les rues de Schaerbeek de J.A. Dekoster. Édité par l'asbl AMAS (les Amis de la Maison des Arts de Schaerbeek) – 1981 (page 84)